# Grčec
Grčec är en ort i Nordmakedonien. Den ligger i den centrala delen av landet, 8 kilometer väster om huvudstaden Skopjes centrum. Grčec ligger 276 meter över havet och antalet invånare är 1 315.